# 白鹤祥
白鹤祥（1963年4月—），山东茌平人，汉族，中国共产党党员。中华人民共和国政治人物、第十三届全国人民代表大会陕西省代表。

## 生平
2018年，白鹤祥被选为陕西省出席第十三届全国人民代表大会代表。